# Risoul
 (avril 2015).
Si vous disposez d'ouvrages ou d'articles de référence ou si vous connaissez des sites web de qualité traitant du thème abordé ici, merci de compléter l'article en donnant les références utiles à sa vérifiabilité et en les liant à la section « Notes et références ».
Risoul est une commune française située dans le département des Hautes-Alpes en région Provence-Alpes-Côte d'Azur.

## Géographie

### Localisation
Situé au cœur des Alpes du Sud, dans le massif du Parpaillon, deux villages coexistent : Risoul village à 1 174 mètres d’altitude, en voie d'abandon voilà plus de trente années et ressuscité par l’éclosion de la nouvelle station de sports d'hiver Risoul 1850, à 1875 m (et non 1850) d'altitude.
Le télésiège de la Plate de la None monte au sommet des pistes et relie la station de Risoul 1850 à Vars, pour former le domaine de La Forêt Blanche, treizième domaine skiable en France pour la taille avec 108 pistes totalisant 185 km et 56 remontées mécaniques. En 2001, Risoul a installé pour ses 30 ans d'existence, le 1er télésiège 8 places des Alpes du Sud. Le TSD8 dessert trois pistes, verte (Les chardons), rouge (Les coqs) et bleu (Le pré du bois).
En 2024, a été installé le télésiège de l'homme de Pierre qui à son sommet offre une vue extraordinaire sur la retenue de Serre Ponçon et au loin (110km), le mont Ventoux.

### Communes limitrophes
Guillestre, Vars, Réotier, Saint-Clément, Saint-André-d'Embrun.

### Relief et géologie
La commune s'étend sur 30,34 km2 dont le point le plus bas, situé au bord de la Durance, se trouve à 872 m d'altitude et le point le plus haut à 2 573 m d'altitude.

### Climat
Pour des articles plus généraux, voir Climat de Provence-Alpes-Côte d'Azur et Climat des Hautes-Alpes.
En 2010, le climat de la commune est de type climat des marges montargnardes, selon une étude du Centre national de la recherche scientifique s'appuyant sur une série de données couvrant la période 1971-2000. En 2020, Météo-France publie une typologie des climats de la France métropolitaine dans laquelle la commune est exposée à un climat de montagne ou de marges de montagne et est dans la région climatique Alpes du sud, caractérisée par une pluviométrie annuelle de 850 à 1 000 mm, minimale en été.
Pour la période 1971-2000, la température annuelle moyenne est de 8,7 °C, avec une amplitude thermique annuelle de 17,5 °C. Le cumul annuel moyen de précipitations est de 767 mm, avec 6,7 jours de précipitations en janvier et 6,1 jours en juillet. Pour la période 1991-2020, la température moyenne annuelle observée sur la station météorologique de Météo-France la plus proche, « St Crépin », sur la commune de Saint-Crépin à 7 km à vol d'oiseau, est de 10,0 °C et le cumul annuel moyen de précipitations est de 743,9 mm. 
La température maximale relevée sur cette station est de 38,3 °C, atteinte le 23 août 2023 ; la température minimale est de −20,6 °C, atteinte le 18 décembre 2010,,.
Les paramètres climatiques de la commune ont été estimés pour le milieu du siècle (2041-2070) selon différents scénarios d'émission de gaz à effet de serre à partir des nouvelles projections climatiques de référence DRIAS-2020. Ils sont consultables sur un site dédié publié par Météo-France en novembre 2022.

## Urbanisme

### Typologie
Au 1er janvier 2024, Risoul est catégorisée commune rurale à habitat dispersé, selon la nouvelle grille communale de densité à 7 niveaux définie par l'Insee en 2022.
Elle est située hors unité urbaine et hors attraction des villes,.

### Occupation des sols
Le tableau ci-dessous présente l'occupation des sols de la commune en 2018, telle qu'elle ressort de la base de données européenne d’occupation biophysique des sols Corine Land Cover (CLC).
| Type d’occupation                                              | Pourcentage | Superficie (en hectares) |
| -------------------------------------------------------------- | ----------- | ------------------------ |
| Tissu urbain discontinu                                        | 2,3 %       | 69                       |
| Zones industrielles ou commerciales et installations publiques | 0,4 %       | 12                       |
| Prairies et autres surfaces toujours en herbe                  | 9,5 %       | 283                      |
| Forêts de feuillus                                             | 1,3 %       | 40                       |
| Forêts de conifères                                            | 43,9 %      | 1309                     |
| Forêts mélangées                                               | 6,5 %       | 194                      |
| Pelouses et pâturages naturels                                 | 21,8 %      | 649                      |
| Forêt et végétation arbustive en mutation                      | 7,2 %       | 215                      |
| Roches nues                                                    | 0,4 %       | 11                       |
| Végétation clairsemée                                          | 6,7 %       | 200                      |
| Source : Corine Land Cover                                     |             |                          |

## Toponymie
Les différents formes anciennes de Risoul : Castrum Risols vers 1119 (dans une bulle du pape Gélase IIe), Castrum Risoli en 1143 (bulle de Innocent IIIe), Risol en 1150 (dans le cartulaire de l'abbaye de Durbon), Risolum en 1154 (bulle de Eugene III), Castrum Risoli en 1178 (bulle d'Alexeandre III), Rosoli en 1237, Castrum Risolis et Villa de Risolis en 1321, Risolum en 1384, Risole, Reysoli et Rysolli au XVe siècle, Risol en 1568, Rizoul en 1762 (état des paroisses).
Ces noms dérivent de la racine pré-latine ras-, dérivée de car-, qui désigne une hauteur, un rocher. Cette racine a également donné le nom du col de Razis.
Risol en occitan, (Risoul en graphie mistralienne),

## Histoire

### Risoul village
Une présence gauloise fut mentionnée ; des sépultures de l’âge de bronze ont été découvertes dans les ruines du château datant du XIIe siècle[réf. nécessaire].
Certains[Lesquels ?] auteurs placent au Plan de Phazy la victoire sur les Lombards remportée vers 516 par Mummol Sagittaire, évêque de Gap, et Salonius, évêque d'Embrun[réf. nécessaire].
En 1124, Guillaume archevêque d'Embrun confirme à l'abbaye de Sainte-Croix à Châteauroux une donation faite par Gui Berton, seigneur de Barben[réf. nécessaire].
En 1153, le pape Eugène III confirme les possessions temporelles de l'archevêque d'Embrun, incluant tout le fief précédemment possédé par Allald de Barben, dont la plaine de Phazy  et le château de Barben.
L'église paroissiale Saint-Martin-de-Tours, située au château, n'avait pas de chapelle, mais un ancien bâtiment près du village était dédié à saint Martin. Le 20 décembre 1118, elle est confirmée par le pape Gélase II à l’abbaye Saint-André de Villeneuve-lès-Avignon qui en percevait les revenus attachés.
En 1783, le clergé était limité à un curé et un vicaire. Le chapitre d'Embrun et le prieur de Guillestre se partageaient la dîme. Le seigneur de Risoul était l'archevêque d'Embrun, qui à l'occasion en aliénait les terres avec faculté de rachat. Une famille du nom de Risoul y aurait possédé quelque droit vers le XIVe siècle (Gaudin de Risoul, 1308 ; Giraud, Alexandre, Hughes et Guillaume, 1310 – 1329 ; Jean, 1329-...). En 1618, l'engagiste était Jean de Manent, sieur de Prunières, dont les armoiries seront adoptées par la commune en 1968.

### Risoul 1850
La station de sports d'hiver a été implantée au milieu des années 1970 et développée jusqu'à ce jour. Située à 1 860 m, elle est composée d’immeubles et de chalets en béton recouverts de bardeaux de bois, relativement bien intégrés dans la forêt de mélèzes qui les entoure.

## Politique et administration

### Administration locale
Risoul fait partie du canton de Guillestre et de la communauté de communes du Guillestrois et du Queyras.
Elle s'est dotée d'un plan local d'urbanisme.

### Liste des maires
| Période                                  | Période      | Identité            | Étiquette | Qualité                   |
| ---------------------------------------- | ------------ | ------------------- | --------- | ------------------------- |
| Les données manquantes sont à compléter. |              |                     |           |                           |
|                                          |              | Jean Escoffier      |           |                           |
| 1996                                     | mars 2001    | Robert Maurel       |           |                           |
| mars 2001                                | mars 2008    | Aristide Bonnaffoux | DVD       |                           |
| mars 2008                                | juillet 2020 | Max Bremond         |           | Administrateur de société |
| juillet 2020                             | En cours     | Regis Simond,       |           | Commerçant                |

### Intercommunalité
Risoul a fait partie, de 2001 à 2016, de la communauté de communes du Guillestrois. Depuis le 1er janvier 2017, elle est l'une des quinze communes de la communauté de communes du Guillestrois et du Queyras.

## Population et société

### Démographie
En 1763 le curé Albert compte 900 habitants dans la commune[réf. nécessaire].
L'évolution du nombre d'habitants est connue à travers les recensements de la population effectués dans la commune depuis 1793. Pour les communes de moins de 10 000 habitants, une enquête de recensement portant sur toute la population est réalisée tous les cinq ans, les populations de référence des années intermédiaires étant quant à elles estimées par interpolation ou extrapolation. Pour la commune, le premier recensement exhaustif entrant dans le cadre du nouveau dispositif a été réalisé en 2008.

En 2022, la commune comptait 663 habitants, en évolution de +3,43 % par rapport à 2016 (Hautes-Alpes : +0,4 %, France hors Mayotte : +2,11 %).
| 1793 | 1800 | 1806 | 1821 | 1831 | 1836 | 1841 | 1846 | 1851 |
| ---- | ---- | ---- | ---- | ---- | ---- | ---- | ---- | ---- |
| 884  | 664  | 917  | 797  | 952  | 967  | 909  | 920  | 918  |

| 1856 | 1861 | 1866 | 1872 | 1876 | 1881 | 1886 | 1891 | 1896 |
| ---- | ---- | ---- | ---- | ---- | ---- | ---- | ---- | ---- |
| 910  | 888  | 871  | 821  | 792  | 812  | 817  | 734  | 687  |

| 1901 | 1906 | 1911 | 1921 | 1926 | 1931 | 1936 | 1946 | 1954 |
| ---- | ---- | ---- | ---- | ---- | ---- | ---- | ---- | ---- |
| 643  | 612  | 600  | 538  | 492  | 411  | 402  | 382  | 303  |

| 1962 | 1968 | 1975 | 1982 | 1990 | 1999 | 2006 | 2008 | 2013 |
| ---- | ---- | ---- | ---- | ---- | ---- | ---- | ---- | ---- |
| 287  | 289  | 317  | 447  | 526  | 622  | 643  | 649  | 676  |

| 2018 | 2022 | - | - | - | - | - | - | - |
| ---- | ---- | - | - | - | - | - | - | - |
| 647  | 663  | - | - | - | - | - | - | - |

### Sports

#### Ski
Risoul accueille des compétitions de ski FIS ou de snowboard.
L'hiver comme l'été, la station possède une piste de luge (dite 4-saisons).
Risoul fut aussi la station retenue des épreuves de Freestyle pour les J.O de 2018 à Pelvoux Écrins mais cette dernière ne fut pas retenue.

#### Cyclisme

##### Critérium du Dauphiné
Risoul 1850 a servi d'arrivée d'étape du Critérium du Dauphiné libéré 2010 avec la victoire de Nicolas Vogondy. Le Dauphiné refit étape à Risoul en 2013. Alessandro De Marchi, échappé, parvenait à résister de justesse au retour de Christopher Froome, Andrew Talansky (déjà 2e des deux étapes remportées par Quintana) et Richie Porte tandis qu'Alberto Contador épaulait son coéquipier Michael Rogers, lâché par le peloton de tête dans les quatre derniers kilomètres.

##### Tour de l'Avenir
La station est le théâtre du week-end final du Tour de l'Avenir en 2010. Le samedi, la montée vers Risoul conclut la plus longue étape de l'épreuve. Nairo Quintana lève les bras et endosse le maillot de leader. Le lendemain, la course se termine par un chrono en côte sur les pentes de l'ascension vers Risoul, remporté par Quintana en 33 min 36 s.

##### Tour de France
En 2014, la 14e étape du Tour de France est arrivée en haut de Risoul après un parcours de 177 kilomètres depuis Grenoble avec un passage par les cols du Lautaret et de l'Izoard. Rafał Majka remportait cette étape malgré le retour de Vincenzo Nibali, attaquant à 4 km de l'arrivée, suivi par Jean-Christophe Péraud.

##### Tour d'Italie
La 19e étape du Tour d'Italie 2016 est arrivée en haut de Risoul après un parcours de 161 kilomètres depuis Pignerol. Vincenzo Nibali a remporté cette étape en solitaire tandis qu'Esteban Chaves récupérait provisoirement le maillot rose de leader.

##### Cyclosport
Risoul 1850 constitue depuis sa création en 2009 le juge de paix de la Risoul-Queyras (anciennement appelée Risoul-Vauban), cyclosportive la plus haute d'Europe lorsqu'elle passe par le col Agnel.
La station est également l'une des arrivées d'étape de la Haute Route, cyclosportive en plusieurs jours de Genève à Nice, à travers les cols alpins.

##### Profil de l'ascension
La montée démarre de Guillestre pour 13,8 km à 6,16 % de moyenne sur une route large. Une borne indique le pourcentage de chaque kilomètre suivant. Néanmoins, comme la route ne grimpe réellement qu’après un kilomètre et le franchissement de ronds-points, on lui donne 12,7 km à 6,8 %. Cependant l’ascension peut aussi commencer au lieu-dit  Plan de Phazy  pour un total de 15 kilomètres et rejoindre le même itinéraire après deux kilomètres environ. Elle est classée en première catégorie.
Dès le début, il faut passer une rampe abrupte de près de 10 % sur 200 m environ. Ensuite la route s’élève en épingles avec des pentes avoisinant les 5 à 7 % sauf quelques courtes portions un peu plus pentues dans les hameaux de Le Languieu et Gaudissard. Plus bas, on domine très vite Guillestre et le fort du mont Dauphin. Mais dans la seconde moitié de l’ascension, la pente est légèrement supérieure avec des pentes régulièrement entre 7 et 8 % entre les mélèzes. À deux kilomètres de l’arrivée, les bâtiments de la station apparaissent. L’avant-dernier kilomètre est à 8 % de moyenne avec même un passage à 11 % mais la pente est un peu plus faible dans les derniers 700 m avec 6,2 %. En 2014, certains virages de la montée ont été nommés au nom des vainqueurs sur le critérium du Dauphiné Libéré, mais également en l’honneur de Jean-François Pescheux, Thierry Adam et Laurent Jalabert.

## Économie
Au XIXe siècle existaient de nombreuses activités agricoles et artisanales (chaux, plâtre...).
La pomme de Risoul vient uniquement de la région de Risoul où elle est cultivée depuis plusieurs siècles. Réputée pour son excellente conservation allant de trois à neuf mois, et son excellente résistance aux maladies, elle a longtemps constitué un élément essentiel de l'alimentation des Risoulins. À son apogée dans les années 1940-1960, sa production représentait une activité importante pour toute la vallée du Guil. À cette époque les pommes de Risoul étaient exportées jusqu'en Afrique du Nord. Son déclin a commencé avec l'avènement de la pomme « Golden » et autres variétés américaines dans les années 60, le coup de grâce étant asséné par le développement de nouvelles technologies permettant une conservation de plus en plus longue. De nombreux pommiers ont subsisté, parfois inexploités, sur toute la commune de Risoul et notamment dans les vergers de la Rua et des Isclasses. Cette pomme connaît de nos jours un regain grâce à l'intérêt pour le développement durable et donc pour les produits régionaux, ainsi que par l'accroissement du secteur touristique local. Sa production est aujourd'hui principalement transformée en un excellent jus de pomme offert à la vente chez les producteurs et dans la plupart des commerces de la station, de Risoul et du canton.
La construction de la station de ski dans les années 1970 a stoppé l'exode rural devenu endémique. De nombreux Risoulins cumulent plusieurs occupations au cours de l'année, notamment des activités rurales en été et d'autres activités liées directement ou indirectement au ski en hiver. Le poids économique de l'activité touristique estivale est négligeable (0,5 % seulement du CA). Présentement, l'économie de Risoul ne se décline pas sans sa station de sports d'hiver et l'infrastructure du domaine de la Forêt Blanche dont elle fait partie.
Le domaine est 16e en France par son chiffre d'affaires (estimé à 100 M €), en 2e position dans les Alpes du Sud derrière Serre Chevalier et devant Montgenèvre. 15,5 M € ont été investis dans les remonte-pente entre 2005 et 2008. La station a été dotée en 2009, d'un parking aérien métallique démontable de 4 560 m2 de surface, avec 637 places dont 430 places couvertes.

## Culture et patrimoine

### Lieux et monuments

#### Patrimoine religieux

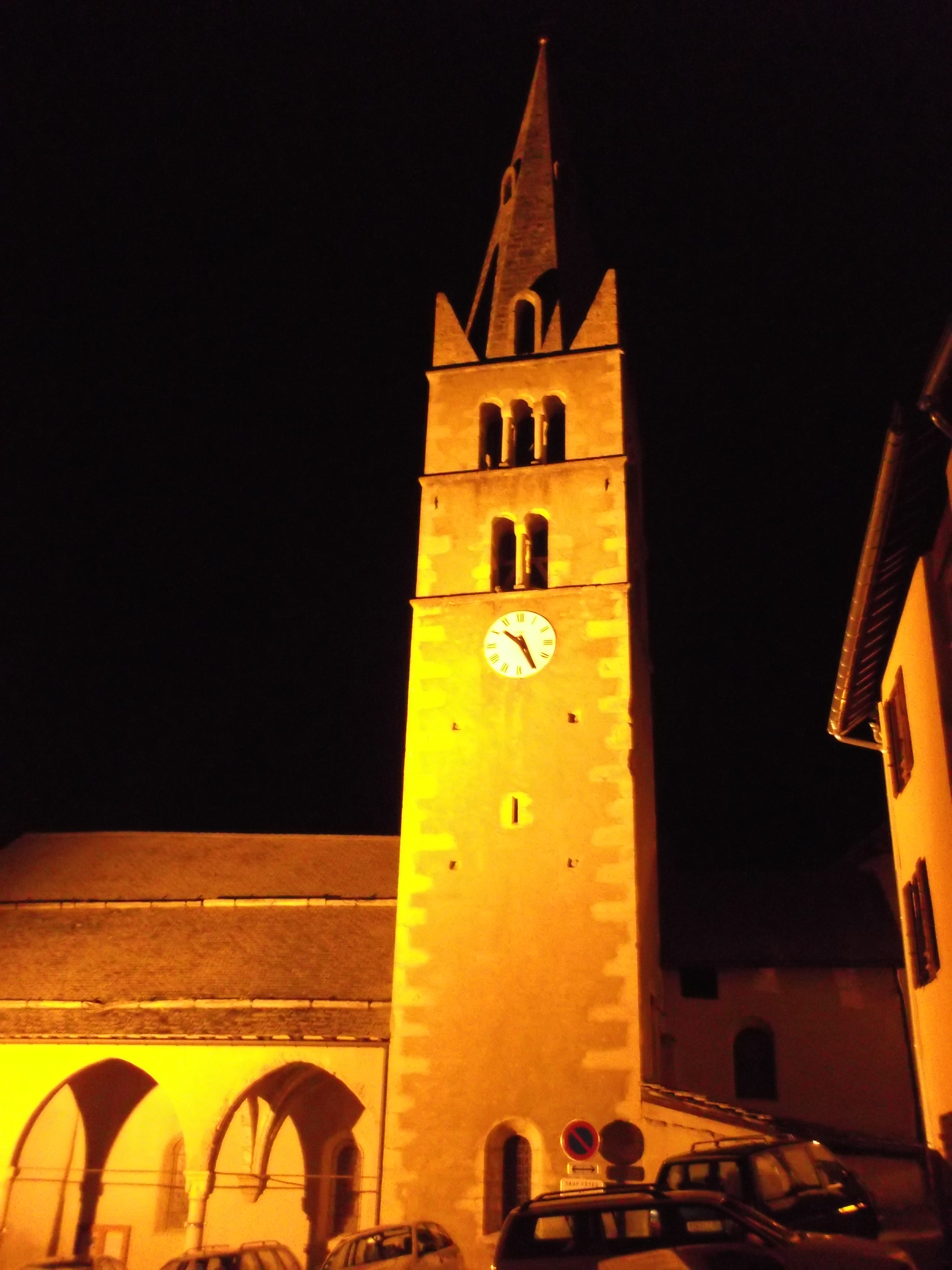
L'église de Risoul.

Risoul possède une église du XVIe siècle restaurée où subsiste encore de nos jours un porche à arcades avec quelques traces de fresques, et un clocher à flèche octogonale.
Dans les environs[Où ?], se trouvent les ruines de la chapelle Saint-Sébastien du XVe siècle et la chapelle de Gaudissart.
- Église Saint-Nicolas-et-Sainte-Luce de Risoul.
- Chapelle de la Visitation des Florins.
- Chapelle Saint-Claude de Languieu.
- Chapelle Saint-Jacques de Gaudissart-Haut.

#### Sources thermales

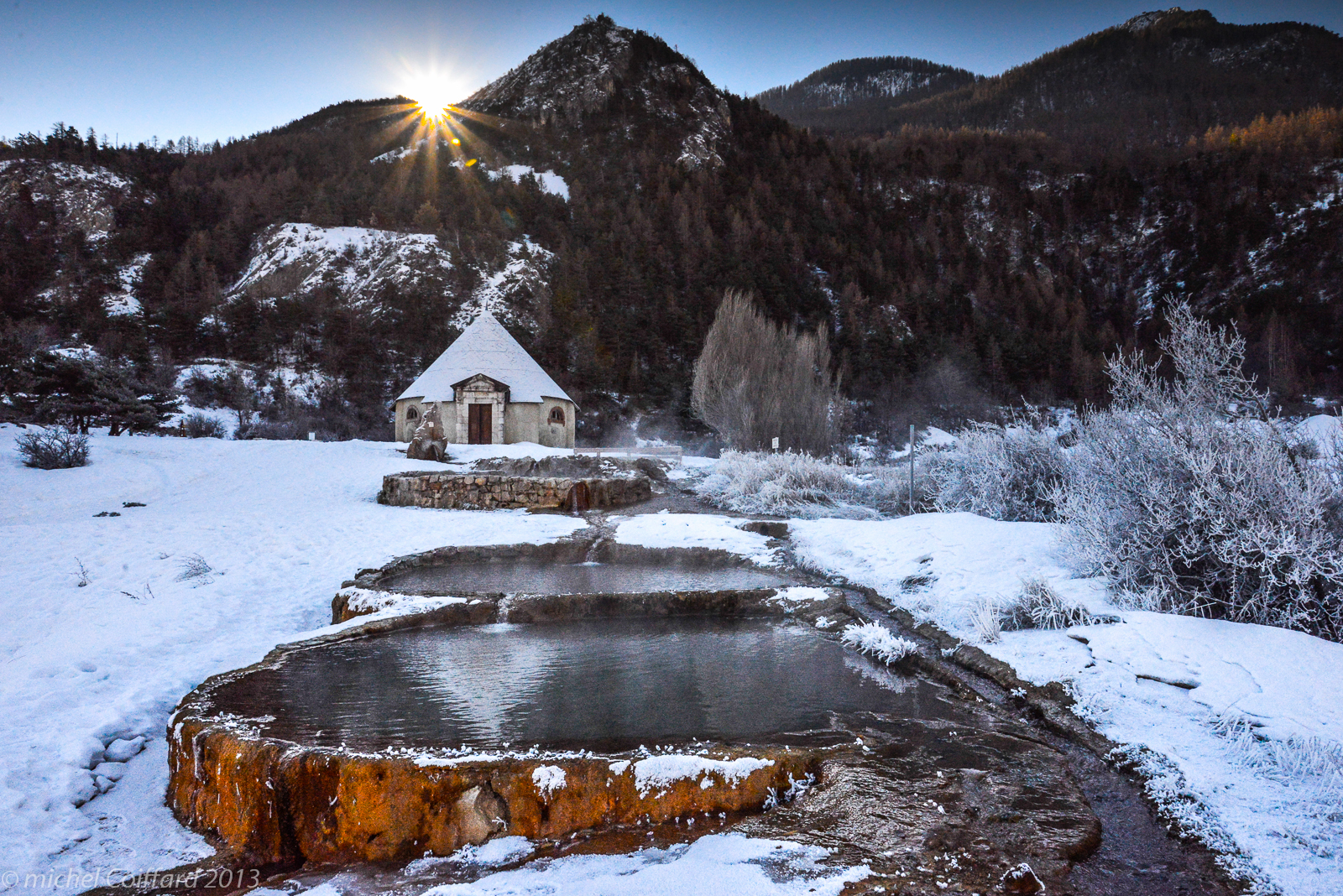
Succession de bassins de la source du plan de Phazy.

Sur la commune, près de Guillestre, se trouvent les sources du Plan de Phazy, fournissant des eaux soufrées connues depuis la Haute Antiquité. Ses eaux chaudes jaillissent de terre à 28,5 °C. Riches en fer, silice et manganèse, elles soignent les maladies de peau, les affections respiratoires et les rhumatismes[réf. nécessaire]. Des bassins permettent de s'y baigner (entrée libre), avec quelques aménagements pour les visiteurs. De mi-juin à mi-septembre, la rotonde accueille une association d’artisans et d’agriculteurs qui vendent les produits de la région. On y trouve juste à côté un marais salin atypique qui doit son existence aux caractéristiques de la source.
Sur le Plan de Phazy et ses eaux thermales, voir l'article "Le Plan de Phazy, du fief d'Allald de Barben à l'établissement thermal" de Bénédicte de Wailly, in Bulletin de la Société d’Études des Hautes-Alpes, 2016.

#### Fontaines
La montagne de Risoul, très riche en sources, tire peut-être son nom de cette abondance en eau (Ris et Rize). Cette eau a été captée et amenée depuis longtemps jusqu'à une profusion de fontaines dans les hameaux pour être utilisée aussi bien par les habitants que par le bétail, nombreux dans le passé. Les fontaines servaient également de lavoir pour laver le linge. On les trouve encore dans les hameaux : au Languieu, au Villaret, aux Fourniers, à la Place, à Barbeinc etc., où elles offrent un attrait de plus pour les randonneurs ou les adeptes de VTT qui peuvent toujours remplir leurs gourdes au passage. Cette richesse en eau permet de nos jours l'alimentation des canons à neige de la station de ski, un appoint important pour les fins de saison difficiles.

#### Autres lieux
- L'ancien hameau des Florins, maintenant abandonné, en direction de la commune de Saint-Clément-sur-Durance.
- Une table d'orientation se trouvant sur l'Homme de Pierre (2 361 mètres d'altitude) permet d'observer la forêt de mélèzes, la vallée de la Durance, le fort de Mont-Dauphin, Guillestre, et le massif des Écrins en toile de fond.
- Four à pain : À Risoul comme dans de nombreux autres villages, le pain était fabriqué en quantité dans des fours banaux (fours à pain traditionnels). Un four à pain banal au hameau de Gaudissard Bas a été restauré récemment par la municipalité avec l'aide de l'association Pays Guillestrin.

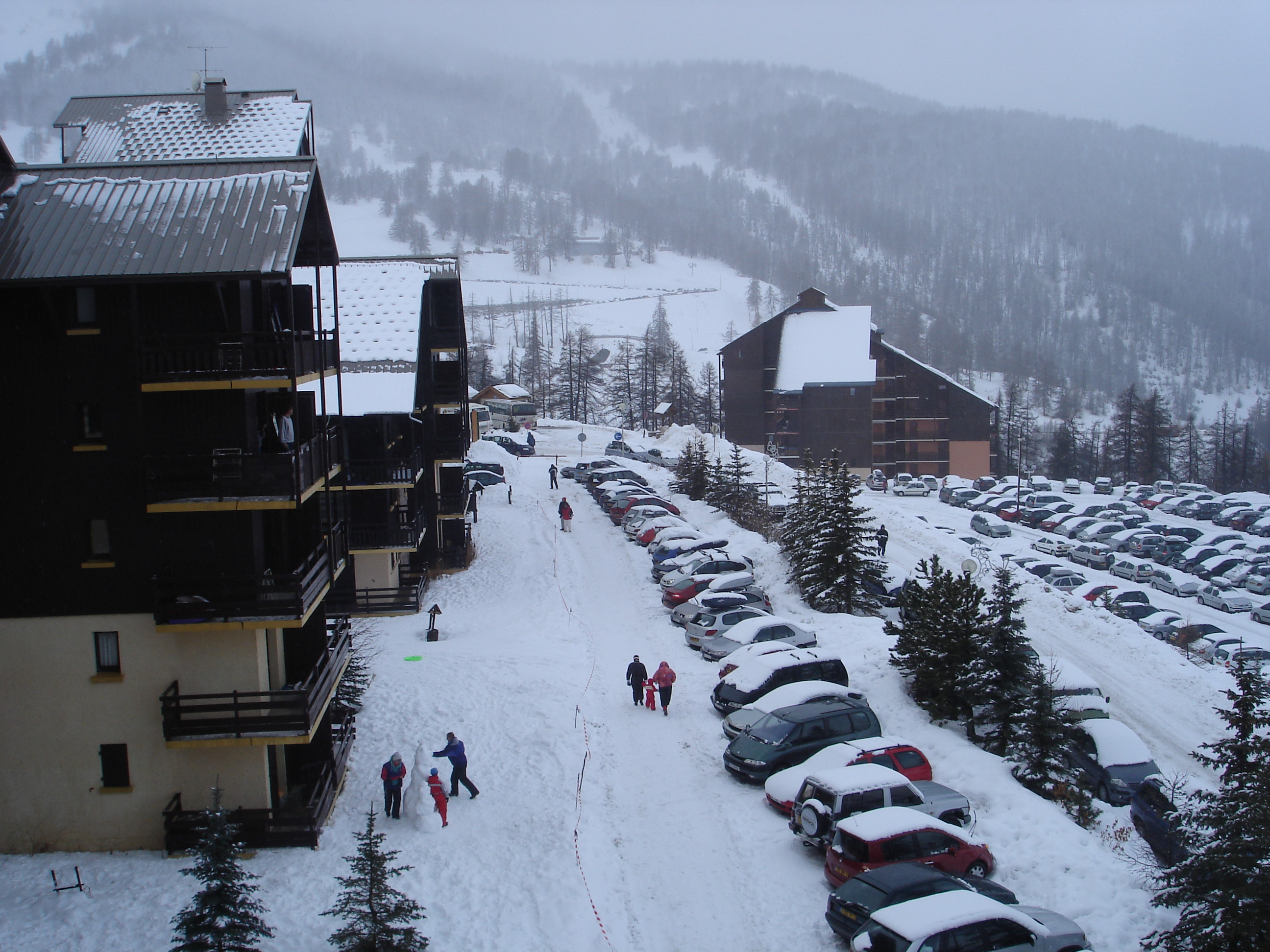
Parking et immeuble « Les Clarines ».
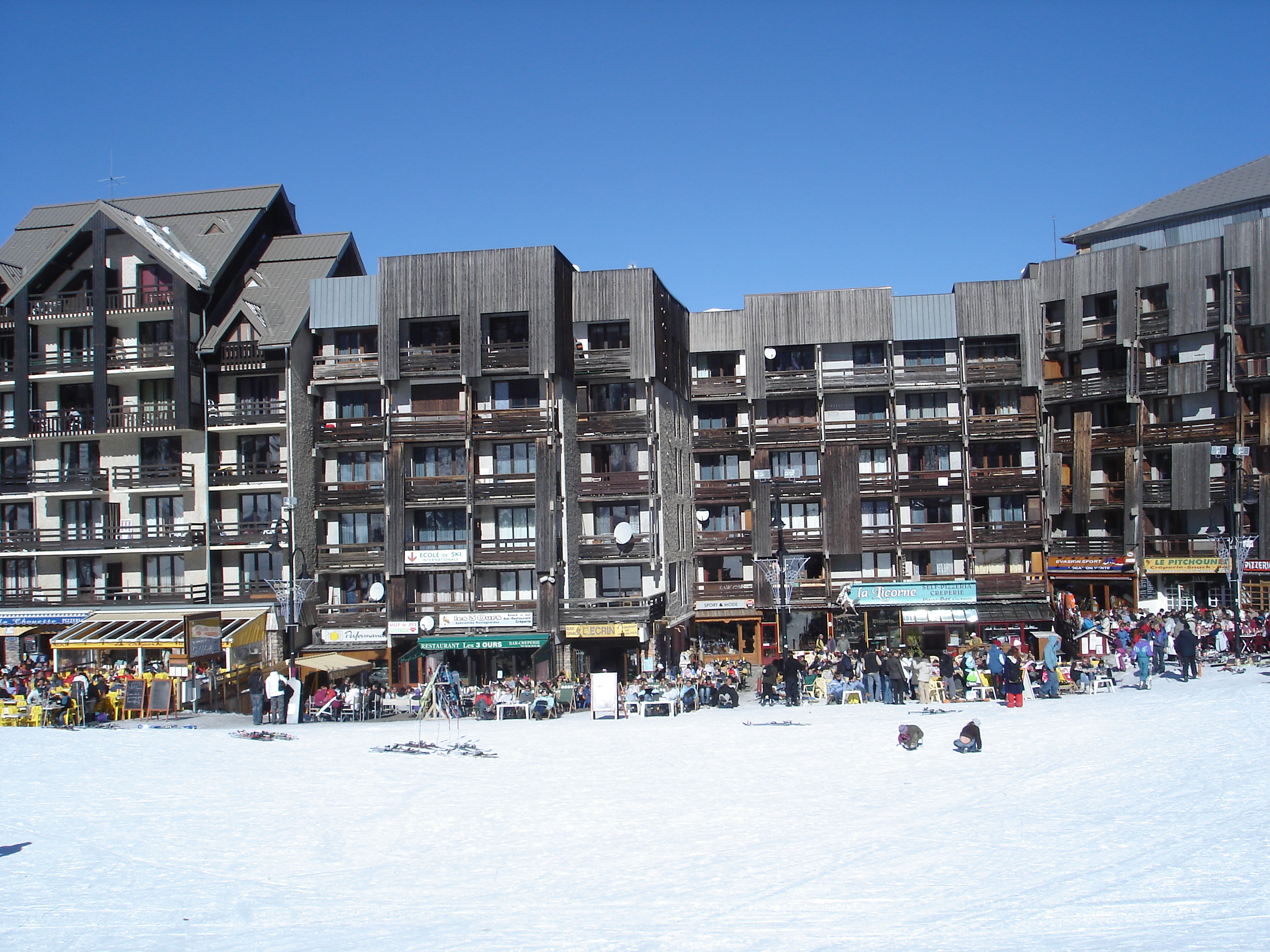
Commerces sur le front de neige.
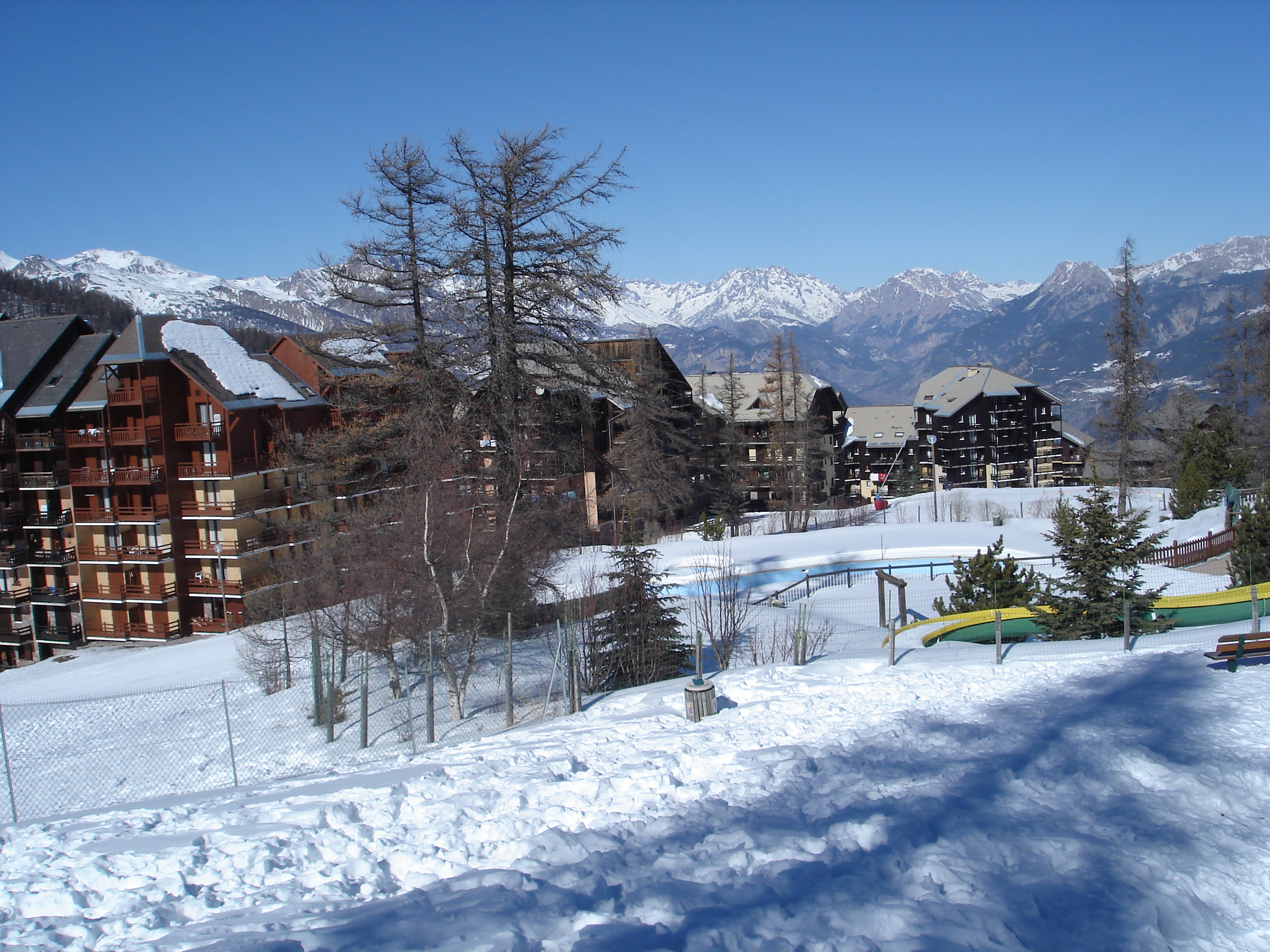
Montée de l'Orée du Bois.

### Héraldique
| Blason de Risoul | Blason  | D'azur au lion d'or escaladant un roc d'argent, au chef aussi d'or chargé à dextre d'un croissant du champ et à senestre d'une molette de sable.            |
| Blason de Risoul | Détails | Ces armes reprennent celles de Jean de Manent de Prunières, seigneur du lieu en 1618. Ces armes ont été adoptées par décision du conseil municipal en 1968. |